# Snowboard nos Jogos Paralímpicos de Inverno de 2018
As competições de snowboard nos Jogos Paralímpicos de Inverno de 2018 foram realizadas no Centro Alpino Jeongseon, localizado em Bukpyeong-myeon, Jeongseon, nos dias 12 e 16 de março. A modalidade fez a estreia nos Jogos Paralímpicos de Inverno como modalidade propriamente dita, após o snowboard cross constar no programa do esqui alpino nos Jogos Paralímpicos de Inverno de 2014.

## Calendário
| Março     | 10 | 11 | 12 | 13 | 14 | 15 | 16 | 17 | 18 |
| --------- | -- | -- | -- | -- | -- | -- | -- | -- | -- |
| Snowboard |    |    | 5  |    |    |    | 5  |    |    |

|  | Dia de competição |  | Dia de final |

## Programação
Horário local (UTC+9).
| Data        | Hora  | Evento                                                |
| ----------- | ----- | ----------------------------------------------------- |
| 12 de março | 10:30 | Snowboard cross feminino – Descida de qualificação 1  |
| 12 de março | 11:12 | Snowboard cross masculino – Descida de qualificação 1 |
| 12 de março | 12:33 | Snowboard cross feminino – Descida de qualificação 2  |
| 12 de março | 13:15 | Snowboard cross masculino – Descida de qualificação 2 |
| 12 de março | 14:52 | Snowboard cross masculino – Oitavas de final          |
| 12 de março | 15:24 | Snowboard cross feminino – Quartas de final           |
| 12 de março | 15:35 | Snowboard cross masculino – Quartas de final          |
| 12 de março | 15:51 | Snowboard cross feminino – Semifinais                 |
| 12 de março | 15:56 | Snowboard cross masculino – Semifinais                |
| 12 de março | 16:04 | Snowboard cross feminino – Pequena final              |
| 12 de março | 16:07 | Snowboard cross masculino – Pequena final             |
| 12 de março | 16:11 | Snowboard cross feminino – Grande final               |
| 12 de março | 16:16 | Snowboard cross masculino – Grande final              |
| 16 de março | 10:30 | Banked slalom feminino – Descida 1                    |
| 16 de março | 11:20 | Banked slalom masculino – Descida 1                   |
| 16 de março | 12:33 | Banked slalom feminino – Descida 2                    |
| 16 de março | 13:23 | Banked slalom masculino – Descida 2                   |
| 16 de março | 14:27 | Banked slalom feminino – Descida 3                    |
| 16 de março | 15:18 | Banked slalom feminino – Descida 3                    |

## Medalhistas
Masculino
| Evento                   | Evento | Ouro                            | Prata                           | Bronze                          |
| ------------------------ | ------ | ------------------------------- | ------------------------------- | ------------------------------- |
| Banked slalom detalhes   | SB-UL  | Mike Minor USA Estados Unidos   | Patrick Mayrhofer AUT Áustria   | Simon Patmore AUS Austrália     |
| Banked slalom detalhes   | SB-LL1 | Noah Elliott USA Estados Unidos | Mike Schultz USA Estados Unidos | Bruno Bošnjak CRO Croácia       |
| Banked slalom detalhes   | SB-LL2 | Gurimu Narita JPN Japão         | Evan Strong USA Estados Unidos  | Matti Suur-Hamari FIN Finlândia |
| Snowboard cross detalhes | SB-UL  | Simon Patmore AUS Austrália     | Manuel Pozzerle ITA Itália      | Mike Minor USA Estados Unidos   |
| Snowboard cross detalhes | SB-LL1 | Mike Schultz USA Estados Unidos | Chris Vos NED Países Baixos     | Noah Elliott USA Estados Unidos |
| Snowboard cross detalhes | SB-LL2 | Matti Suur-Hamari FIN Finlândia | Keith Gabel USA Estados Unidos  | Gurimu Narita JPN Japão         |

Feminino
| Evento                   | Evento | Ouro                                 | Prata                             | Bronze                            |
| ------------------------ | ------ | ------------------------------------ | --------------------------------- | --------------------------------- |
| Banked slalom detalhes   | SB-LL1 | Brenna Huckaby USA Estados Unidos    | Cécile Hernandez FRA França       | Amy Purdy USA Estados Unidos      |
| Banked slalom detalhes   | SB-LL2 | Bibian Mentel-Spee NED Países Baixos | Brittani Coury USA Estados Unidos | Lisa Bunschoten NED Países Baixos |
| Snowboard cross detalhes | SB-LL1 | Brenna Huckaby USA Estados Unidos    | Amy Purdy USA Estados Unidos      | Cécile Hernandez FRA França       |
| Snowboard cross detalhes | SB-LL2 | Bibian Mentel-Spee NED Países Baixos | Lisa Bunschoten NED Países Baixos | Astrid Fina ESP Espanha           |

## Quadro de medalhas
| Ordem | País               | Medalha de ouro | Medalha de prata | Medalha de bronze |    |
| ----- | ------------------ | --------------- | ---------------- | ----------------- | -- |
| 1     | USA Estados Unidos | 5               | 5                | 3                 | 13 |
| 2     | NED Países Baixos  | 2               | 2                | 1                 | 5  |
| 3     | AUS Austrália      | 1               |                  | 1                 | 2  |
|       | FIN Finlândia      | 1               |                  | 1                 | 2  |
|       | JPN Japão          | 1               |                  | 1                 | 2  |
| 6     | FRA França         |                 | 1                | 1                 | 2  |
| 7     | AUT Áustria        |                 | 1                |                   | 1  |
|       | ITA Itália         |                 | 1                |                   | 1  |
| 9     | CRO Croácia        |                 |                  | 1                 | 1  |
|       | ESP Espanha        |                 |                  | 1                 | 1  |